# Kaleń Drugi
Kaleń Drugi (do 1996 Kaleń) – wieś sołecka w Polsce położona w województwie mazowieckim, w powiecie garwolińskim, w gminie Sobolew. 
1 stycznia 1973 wieś włączono do powiatu garwolińskiego z powiatu ryckiego. Odtąd w gminie Sobolew istaniały dwie wsie o nazwie Kaleń. 28 marca 1996 Kaleń przyłączony z powiatu ryckiego przemianowano na Kaleń Drugi, natomiast Kaleń pozostający cały czas przy powiecie garwolińskim na Kaleń Pierwszy.
W latach 1975–1998 miejscowość administracyjnie należała do województwa siedleckiego.
W miejscowości znajdują się pozostałości po średniowiecznej osadzie w postaci wałów i fosy. Wieś leży na trasie corocznego Rajdu Kościuszkowskiego. Znajduje się tu Szkoła Podstawowa oraz działa Ochotnicza Straż Pożarna założona w 2000 roku.
Dawniej miejscowość figurowała także pod nazwą Kaleń-Kolonia.